# Feminismo hegemónico
El feminismo hegemónico, también conocido como feminismo blanco, es un concepto utilizado para criticar visiones unificadoras y homogéneas que desde diferentes feminismos conciben de las mujeres, sin considerar las interseccionalidades de género, raza, clase, orientación sexual, etc. Prioriza las experiencias de las mujeres occidentales, invisibilizando las luchas de las mujeres de otras culturas y contextos. Se centra en los derechos individuales de las mujeres, a menudo descuidando las estructuras sociales y económicas que perpetúan la desigualdad. Asume una esencia femenina fija y universal, lo que limita la comprensión de la fluidez y diversidad de las identidades de género.

## Discusiones teóricas
Según Estefanía Vela Barba, señala:
La primera crítica básica al Feminismo blanco es que pretende hablar en nombre de todas las mujeres. [...] Lo feminista, chula, no te quita lo racista, clasista y colonialista. 
Las mujeres blancas —incluidas algunas feministas— se han beneficiado, ellas mismas, del racismo, clasismo o colonialismo ha sido —y es— otra fuente constante de crítica. De ahí que el mismo Feminismo Blanco, pretenda ya haber modificado su error. Aunque se sigue concibiendo al género como la base de su análisis y las otras categorías se convierten en una sumatoria a la opresión.

### Desde los zulos, Dahlia de la Cerda
Desde los zulos, es una colección de ensayos de Dahlia de la Cerda, en la que lanza una crítica al feminismo hegemónico. A través de experiencias de su propio contexto, y el de otras mujeres "de los zulos”, describe como el feminismo hegemónico no las representa, ya que este teoriza desde el privilegio de clase y raza:
Esto no es casual. La gran mayoría de las teóricas que estaban legitimadas en la academia y que son difundidas como las creadoras de las bases de la teorías feministas son blancas y de clase alta, feministas del cuarto propio
Sin embargo, destaca que la importancia del feminismo blanco radica en que sentó las bases para otras teorías que han sido fundamentales para la lucha por los derechos de la mujer.
El feminismo blanco es teóricamente importante, pero carece de muchas perspectivas y fórmula agendas que sólo benefician a las que más tienen y no a las que menos tenemos.
En esta compilación de ensayos se hace hincapié en la falta de interseccionalidad en el feminismo hegemónico, el cual invisibiliza las experiencias de mujeres de se enfrentan a otros tipos de discriminación, mientras privilegia únicamente las vivencias  de mujeres blancas. Así, el feminismo blanco, presenta un sesgo, que a su vez propicia la opresión.
Las mujeres blancas que han monopolizado el discurso feminista señalan que el género es la violencia primera: una imposición sobre el cuerpo de las mujeres, del cómo deber ser. No obstante, en ese concepto solo toman en cuenta su experiencia y a partir de ahí definen qué es una mujer y qué es opresión y qué es feminidad, esto no solo desde presuntos >>parámetros patriarcales << sino de su propia experiencia.

## Interseccionalidad
El feminismo ha criticado a la política de la identidad moderna donde una persona “masculino, blanco, heterosexual, adulto y burgués”  ha sido impuesto como representante de la humanidad y es el referente sociopolítico en Occidente, generando que las personas que no compartan estas mismas características sea subalternizado y excluido por lo que la ideología hegemónica fue creada y destinada a un hombre de la etnia, clase y cultura dominante, "Esta concepción de sujeto resulta problemático para el feminismo –como para las teorías postcoloniales y decoloniales” ya que rechaza a los constructos sociales fuera de este referente. Las lógicas hegemónicas establecen los discursos que deben ser avalados y suprimen aquellos discursos alternos quitándoles su importancia y validación. 
El dominio hegemónico propicia que la opresión sea validada socialmente al extender las creencias o estereotipos y cultura en la subjetividad de la sociedad. La interseccionalidad desde el punto de vista feminista cuestiona al feminismo hegemónico por su perspectiva sesgada marginalizando a las mujeres negras o de clase baja. 
El feminismo hegemónico de América Latina ha sido influenciado por la colonialidad provocando que las mujeres no sean consideradas capaces de construir su propia historia de resistencia y sean vistas como víctimas. El feminismo decolonial surge como un movimiento en busca de descolonizar el feminismo hegemónico por su sesgo occidental. El feminismo decolonial también cuestiona el sistema de categorías que ha desencadenado en denigración a comunidades marginalizadas establecidas por la hegemonía al no tomar en cuenta las realidades y perspectivas de todas las personas.

## SigloXXIy empoderamiento
Desde el año 2020, existan temas los cuales se encuentran relacionados por la comunidad como acciones del feminismo hegemónico. Un ejemplo de esto es el empoderamiento, en donde habla sobre cómo se hegemonizan los discursos, con base a los dictámenes que la ONU dentro de sus conferencias mundiales de los 90 's. En donde se exigía la participación de las mujeres dentro del poder para el desarrollo comunitario. De la misma manera, este es considerado uno de los resultados sobre la mejora en la calidad de vida de las mujeres, esto mediante la constante participación en investigaciones y proyectos, así como el acceso a recursos básicos y no básicos dentro de la vida de cada una de las mujeres. 
Por otro lado, los resultados el aumento de la participación de las mujeres dentro de aspectos políticos, provoca que estas adquieran habilidades de liderazgo, incremento en la autonomía económicamente y la libertad estando en un mundo capitalista. Debido a esto, algunas organizaciones y grupos feministas han reconocido la importancia de hablar sobre el empoderamiento tratando de exponer las estrategias que las fortalecen y ayudan a crear nuevas opciones de salida y de avance. 
En relación con el tema de las influencers que hoy en día podemos visualizar dentro de redes sociales o en eventos, estas se presentan como feministas, por medio de la promoción de sus cuerpos, los cuales les ayudan a darlos a conocer como un artículo relacionado para resaltar el empoderamiento feminista. “Ellas venden éxito, sexo y belleza en plataformas virtuales” (Wigdor, 2020) dando conocer que la provocación por medio de los hombres relacionando sus cuerpos con los estereotipos que ellos demarcan. Por lo que, en consecuencia, de la manera en la que se da a conocer el feminismo hegemónico los cuerpos para la sociedad son solamente vistos por su belleza para el consumo del mercado. De la misma manera, este fenómeno el cual se demarca como una mezcla de feminismos neoliberales y feminismos neoclásicos son debido al Capitalismo  Tardío, siendo esto un tema muy notorio y utilizado en este siglo; gracias a sus estrategias de adoctrinamiento visual y dentro de redes sociales. 
Así, al estar el feminismo en un proceso constante de reformulación y crítica, conviene deconstruir la idea de que el feminismo es solamente uno. La «unidad» del feminismo debe cifrarse en la no universalización del modelo de resistencia de las mujeres ante la opresión que sufren, pues en los diferentes lugares donde existe dicha opresión las respuestas van a variar en función del contexto. 
A partir de la tercera ola feminista, el movimiento está en una constante restructuración y da pie a un lugar de genuina reflexión y escucha para el debate dando pie a nuevos feminismos. 